# Elliott Gould
Elliott Gould (født Elliott Goldstein 29. august 1938 i Brooklyn, New York City i New York) er en amerikansk skuespiller.
Gould er uddannet ved The Professional Children's School. Han var en af de mest fremtrædende skuespiller i USA i de tidlige 1970'ere og er sandsynligvis mest kendt for rollen som kaptajn John Francis Xavier "Trapper John" McIntyre i Robert Altmans satiriske film M*A*S*H fra 1970.
I 1990'erne blev han kendt for rollen som Jack Geller, far til Monica og Ross Geller i Venner.
Gould fik gode anmeldelser for sin rolle som en aldrende gangsterleder i Bugsy. Han havde desuden en af hovedrollerne i Ocean's Eleven (2001) og i efterfølgeren Ocean’s Twelve (2004).

## Privatliv
Gould har vært gift tre gange med to forskellige kvinder:
1. Barbra Streisand fra 1963 til 1971. De har en søn, Jason Gould.
2. Jenny Bogart (1974-1976) og (1978-1979). De har to børn.

## Filmografi
- 1964 Once Upon a Mattress – Jester
- 1964 The Confession – the Mute
- 1968 The Night They Raided Minsky's – Billy Minsky
- 1969 Bob & Carol & Ted & Alice – Ted
- 1970 Move – Hiram Jaffe
- 1970 Airport – (uncredited) – Voice
- 1970 I Love My Wife – Richard Burrows
- 1970 Getting Straight – Harry Bailey
- 1970 M*A*S*H – Trapper John
- 1971 The Touch – David Kovac
- 1971 Little Murders – Alfred Chamberlain
- 1972 The Special London Bridge Special – The Villain
- 1973 Who? – Sean Rogers
- 1973 The Long Goodbye – Philip Marlowe
- 1974 California Split – Charlie Waters
- 1974 Busting – Vice Detective Michael Keneely
- 1975 Mean Johnny Barrows – The Professor
- 1975 Nashville (film) – Himself
- 1975 Whiffs – Dudley Frapper
- 1976 I Will, I Will for Now – Les Bingham
- 1976 Harry and Walter Go to New York – Walter Hill
- 1977 A Bridge Too Far – Col. Bobby Stout
- 1978 Matilda - Bernie Bonnelli
- 1978 The Silent Partner – Miles Cullen
- 1978 Capricorn One – Robert Caulfield
- 1979 Flukten til Athena – Charlie Dane
- 1979 The Lady Vanishes – Robert Condon
- 1979 The Muppet Movie – Beauty Contest Compete
- 1980 Falling in Love Again – Harry Lewis
- 1980 Saturday Night Live – Juror/Host/Himself (8 episodes, 1975-1980)
- 1980 The Last Flight of Noah's Ark – Noah Dugan
- 1981 The Devil and Max Devlin – Max Devlin
- 1981 Dirty Tricks – Prof. Colin Chandler
- 1982 The Rules of Marriage
- 1983 Faerie Tale Theatre – The Giant (1 episode, Jack and the Beanstalk)
- 1983 Emergency Room (film) – Dr. Howard Sheinfeld
- 1984 The Muppets Take Manhattan – Cop in Pete's
- 1984 The Naked Face – Angeli
- 1984 Over the Brooklyn Bridge – Alby Sherman
- 1985 George Burns Comedy Week – (1 episode, The Mission)
- 1986 Vanishing Act – Lieutenant Rudameyer (TV-film)
- 1986 The Twilight Zone – Harry Folger (1 episode, The Misfortune Cookie) (TV)
- 1986 The Myth
- 1986 Tall Tales and Legends – Casey (1 episode, Casey at the Bat) (TV)
- 1987 Dangerous Love – Rick
- 1987 Lethal Obsession – Serge Gart
- 1987 Conspiracy: The Trial of the Chicago 8 – Leonard Weinglass
- 1987 Frogs – Bill Anderson
- 1987 The Telephone – Rodney
- 1987 Inside Out (film) – Jimmy Morgan
- 1988 Act of Betrayal – Callaghan
- 1988 Paul Reiser: Out on a Whim
- 1989 Murder, She Wrote – Lt. J. T. Hanna (1 Episode)
- 1989 Judgement – Judge Callow
- 1989 The Night Visitor – Ron Devereaux
- 1989 The Big Picture – Lawyer
- 1990 Stolen: One Husband – Martin Slade
- 1990 The Lemon Sisters – Fred Frank
- 1991 Dead Men Don't Die – Barry Barron
- 1991 Bugsy – Harry Greenberg
- 1992 Somebody's Daughter – Hindeman
- 1992 The Player – Himself
- 1992 Wet and Wild Summer! – Mike McCain
- 1992 Beyond Justice – Lawyer
- 1993 Bloodlines: Murder in the Family – Stewart Woodman
- 1993 Amore! – George Levine
- 1994 Naked Gun 33 1/3 – Himself
- 1994 The Glass Shield – Greenspan
- 1994 The Dangerous – Levine
- 1994 Bleeding Hearts – Mr. Baum
- 1995 A Boy Called Hate – Richard
- 1995 P.C.H – Randy's Father
- 1995 Cover Me Capt. Richards
- 1995 Kicking and Screaming – Grover's Dad
- 1995 The Feminine Touch – Kahn
- 1996 Busted (TV) – TV Show Host
- 1997 City of Industry – Gangster
- 1997 Camp Stories – Older David Katz
- 1997 Hotel Shanghai – Hutchinson
- 1998 Michael Kael vs. the World News Company – Coogan
- 1998 The Big Hit – Morton Shulman
- 1998 Getting Personal – Jack Kacmarczyk
- 1998 American History X – Murray
- 1999 Mentors – Albert Einstein (1 episode, The Genius) (TV)
- 2000 Picking Up the Pieces – Father LaCage
- 2000 Boys Life 3 – Aaron's Father (segment Inside out)
- 2000 Playing Mona Lisa – Bernie Goldstein
- 2001 Ocean's Eleven – Reuben Tishkoff
- 2001 The Experience Box – Dr. Keith Huber
- 2002 Puckoon – Dr. Goldstein
- 2003 Friends – Jack Geller (20 episodes, 1994-2003) (TV)
- 2004 From Wharf Rats to Lords of the Docks – Narrator
- 2004 Ocean's Twelve – Reuben Tishkoff
- 2004 Bad Apple – Buddha Stanzione
- 2005 Poirot – Rufus Van Aldin (1 episode) (TV)
- 2006 Open Window – John
- 2006 Masters of Horror episode The Screwfly Solution – Barney (TV)
- 2007 The Redemption of Sarah Cain – Bill
- 2007 Ocean's Thirteen – Reuben Tishkoff
- 2018 Ocean's 8 – Reuben Tishkoff